# Караколев, Семён Савельевич
Семён Савельевич Караколев (1909 — 1964) — производитель работ строительно-монтажного управления № 3 треста «Союзпроводмеханизация» Главгаза СССР, Московская область. Герой Социалистического Труда.
С 1951 года работал прорабом и начальником участка строительно-монтажного управления № 3 треста «Союзпроводмеханизация» Главгаза СССР, Московская область.
Указом Президиума Верховного Совета СССР от 09.08.1958 за выдающиеся успехи, достигнутые в строительстве и промышленности строительных материалов, присвоено звание Героя Социалистического Труда с вручением ордена Ленина и золотой медали «Серп и Молот». Умер Семен Савельевич Караколев 9 августа 1964 года. Похоронен на старом Люберецком кладбище в городе Люберцы Московской области (участок №3).